# Equipa da Superleague Fórmula do Ballspielverein Borussia 09 e. V. Dortmund
A Equipa da Superleague Fórmula do Borussia Dortmund é uma equipa da Superleague Fórmula que representa o clube alemão do Borussia Dortmund na Superleague Fórmula.
Na temporada inaugural da Superleague Fórmula, a equipa terminou em 14º, e teve como pilotos Nelson Philippe, Paul Meijer e James Walker, e foi operada pela Zakspeed. A equipa não participa no campeonato de 2009.
Quanto ao clube de futebol, participa na 1.Bundesliga, principal campeonato de futebol na Alemanha.

## Temporada de 2008
Na Temporada da Superleague Fórmula de 2008, o Borrusia Dortmund acabou no 14º lugar. A equipa teve uma vitória, no fim da temporada, a ronda de Jerez, na única ronda que James Walker pilotou para a equipa. Nesta temporada, James Walker também chegou a pilotar para o Rangers F.C.
Outras performances de destacar são as de Paul Meijer, que obteve uma pole position na sua ronda de estreia (ronda de Zolder). Nesta corrida, o piloto holandês terminou no 3º lugar. Paul Meijer mudou-se depois para o Al Ain FC e venceu uma corrida na ronda do Estoril.
Também Nelson Philippe e Enrico Toccacelo pilotaram para a equipa nesta época.

## Registo
(Legenda)
| 2008 | Zakspeed |                  |          |   |          |     |   |    |          |   |          |          |    |   |     |     |
| 2008 | Zakspeed | Nelson Philippe  | 15 (Ret) | 4 | 15 (Ret) | DNS |   |    |          |   |          |          |    |   | 218 | 14º |
| 2008 | Zakspeed | Paul Meijer      |          |   |          |     | 3 | 11 |          |   |          |          |    |   | 218 | 14º |
| 2008 | Zakspeed | Enrico Toccacelo |          |   |          |     |   |    | 17 (Ret) | 6 | 18 (Ret) | 14 (Ret) |    |   | 218 | 14º |
| 2008 | Zakspeed | James Walker     |          |   |          |     |   |    |          |   |          |          | 14 | 1 | 218 | 14º |